# حزب العمال المزارعين الديمقراطيين في مينيسوتا
حزب العمال المزارعين الديمقراطيين في مينيسوتا (بالإنجليزية: Minnesota Democratic–Farmer–Labor Party)‏ هو حزب سياسي أمريكي، أسس في 15 أبريل 1944، يقع مقره في سانت باول، مينيسوتا.

## أعضاء بارزون
- كود سباركل
- تحديث القائمة

- هيوبرت همفري
- إيمي كلوبوشار
- إلهان عمر
- آل فرانكن
- يوجين مكارثي
- كيث إليسون
- مارك دايتون
- Garrison Keillor
- وينديل ر. أندرسون
- تيم والز